# تیم ملی فوتبال زیر ۱۶ سال آلمان
تیم ملی فوتبال زیر ۱۶ سال آلمان (انگلیسی: Germany national under-16 football team) نماینده رسمی آلمان در رقابت‌های اروپایی در رده خود است و توسط اتحادیه فوتبال آلمان اداره می‌شود.